# Água Izé
Água Izé (auch Roça Água Izé) ist eine Ortschaft im Distrikt Cantagalo an der Praia Rei auf der Insel São Tomé im Inselstaat São Tomé und Príncipe. 2012 wurden dort 1255 Einwohner gezählt.

## Geschichte

### Kolonialzeit
João Maria de Sousa e Almeida (1816–1869), der einer reichen Mulattenfamilie aus Bahia entstammte, die im späten 18. Jahrhundert nach Príncipe gekommen war, war ein Pionier der Kakaoproduktion auf São Tomé. Nach einer Karriere als Militäroffizier und Sklavenhändler in Benguela und einem achtjährigen Aufenthalt in Rio de Janeiro und Lissabon begann er um 1855 mit dem Kakaoanbau. 1868 verlieh der portugiesische König dem reichen und erfolgreichen Pflanzer den Titel Erster Baron von Água-Izé, dem Namen seiner Plantage. 1895 umfasste die Plantage Água Izé, die 1884 von der Banco Nacional Ultramarino (BNU) übernommen worden war, eine Fläche von 80 km² mit 50 km Feldbahnlinien, 50 europäischen Angestellten und 2500 angolanischen Vertragsarbeitern.
Die Companhia da Ilha do Principe hat 1902 auf der ihr gehörenden Pflanzung Roça Agua Izé auf São Tomé 6.718 m Feldbahn-Gleise verlegt sowie die Kaibrücke in der Bucht von Praia Rei fertiggestellt. Laut dem Jahresbericht von 1902 gab es in ihren Pflanzungen auf der Insel São Tomé 2.554.640 Kakao- und 1.162.300 Kaffeebäume sowie auf der Insel Principe 1.073.778 Kakao- und 20.300 Kaffeebäume. Die Produktion von 1902 betrug 963,5 t Kakao und Kaffee.
Außer Kakao und Kaffee wurden auf den Pflanzungen der Gesellschaft auch noch andere Pflanzen kultiviert: z. B. Bananen, Kokosbäume, Ölpalmen, Kolabäume, Kautschukpflanzen, Vanille, Chinarindenbäume und Holzbäume sowie als Nahrung für die Arbeiter auch Mais, Maniok, Bohnen, Gemüse etc. Die Gesellschaft beschäftigte 1703 Mitarbeiter, von denen 50 aus Europa stammten. Die Aktienbesitzer erhielten im ersten und zweiten Halbjahr 1902 insgesamt 14 % Zinsen.
Um 1910 hatte das Feldbahnnetz bei Água Izé mit einer Spurweite von 600 mm bereits eine Länge von 34,6 km. Bis 1924 wurde es auf 60 km verlängert, so dass die Hänge des Pico de São Tomé über die Roça Bombaim bis zur Roça Trás-os-Montes erreicht werden konnten. Die Feldbahn wurde mit Zugtieren sowie mit Dampf- und Diesellokomotiven betrieben und soll die letzte auf der Insel betriebene Eisenbahn gewesen sein.

### Verstaatlichung
Nach der Unabhängigkeit von der Kolonialmacht Portugal am 12. Juli 1975 führte der Mangel an gut ausgebildeten Führungskräften und landwirtschaftlichen Arbeitern zu einer verminderten Produktivität in der Landwirtschaft. Die Regierung favorisierte die Produktion in großen staatlichen Betrieben.
Am 30. September 1975 verkündete Präsident Manuel Pinto da Costa bei einer Massenkundgebung auf dem Praça Yon Gato die Verstaatlichung der Roça Colónia Açoriana. Der Betrieb wurde zusammen mit 22 weiteren mittelgroßen oder großen portugiesischen Roças, die jeweils mehr als 200 ha Fläche hatten ohne Gegenleistung verstaatlicht und übergangsweise von den provisorischen Verwaltungskommissionen, den sogenannten Comissãos Administrativas Provisórias, geführt. Im März 1979 wurde die Roça Água-Izé zusammen mit 14 weiteren Roças als staatlicher Land- und Viehwirtschaftsbetrieb, einer sogenannten Empresa Estatais Agro-pecuária, geführt.

### Privatisierung
Die Empresa Água Izé hatte 1990 eine Gesamtfläche von 4684 ha, wovon 4456 ha landwirtschaftlich genutzt wurden. Im Jahr 1992 beschäftigte der Betrieb 973 Mitarbeiter.
Um 1994 begann die zunehmend irreguläre Privatisierung der Empresas, ohne sich an die 1992 entworfenen Regeln und Entwürfe der nationalen Kommission für Landverteilung (Commissão Nacional para a Distribuacao de Terras) zu halten. Die Unregelmäßigkeiten hatten ihren Höhepunkt als die Regierung 1995 in den letzten Tagen der Regierung unter Carlos da Graça übereilte Entscheidungen traf, in der selbst privat geführte landwirtschaftliche Betriebe ihren Grundbesitz insbesondere an Regierungsangehörige abtreten mussten. Die gleiche Denkweise wiederholte sich 1996 unter der Regierung von Armindo Vaz, die ohne klare Zielsetzungen und Überwachung zwei Kommissionen für die Liquidierung von Vermögenswerten staatseigener Unternehmen (Comissões para a Liquidação do Patrimonio de Empresas do Estado) einrichtete. Das Finanzamt erhielt in dieser Zeit kein Einkommen durch die Veräußerung der ehemals staatlich geführten Empresa Água Izé und drei weiterer Betriebe.